# ادل دو نرماندی
آدلا بلوایی (انگلیسی: Adela of Normandy; ۱ ژانویهٔ ۱۰۶۵ – ۸ مارس ۱۱۳۷)، کنتس بلوا، دختر ویلیام نورماندی، همسر استفان بلوایی، خواهر هنری یکم، کنت فلاندرز و مادر استیون پادشاه انگلستان و دوک نورماندی که در بین سال‌های ۱۰۶۵ تا ۱۱۳۹ زندگی می‌کرد.
همزمان با آغاز جنگ‌های صلیبی و شرکت استفان در آن، ادلا به‌جای وی بر ناحیه بلوآ حکمرانی می‌کرد و فعالیت‌های اقتصادی و بازرگانی را با تعهد خود به انجام می‌رساند. پس از بازگشت استفان از انطاکیه به فرانسه، همسرش او را برای ادامه سفر تا اورشلیم ــ برای جلوگیری از تفکیر وی ــ ترغیب کرد و تا حدود سال ۱۱۰۰ میلادی، که به همسر خود در اورشلیم پیوست، حکومت بلوآ را به‌نیابت از استفان در دست داشت. پس از مرگ همسر در جنگ دوم رمله در ۱۱۰۲، به‌جای و امارت انطاکیه را عهده‌دار شد. وی ۱۷ سال پایان عمر خود را در محدوده صومعه‌ای که به دستور خویش در مناطق تحت حکومت وی در فرانسه ساخته شده بود، سپری کرد. آدلا در میان مردمان انگلستان و فرانسه جایگاه ویژه‌ای داشت و در سالروز درگذشت وی، هرساله مراسم یادبودی برگزار می‌شود.